# Beinn Udlamain
Beinn Udlamain – szczyt w paśmie West Drumochter, w Grampianach Centralnych. Leży w Szkocji, w regionie Highland. Jest to najwyższy szczyt West Drumochter.